# Gauliga Südhannover-Braunschweig 1943/44
De Gauliga Südhannover-Braunschweig 1943/44 was het tweede voetbalkampioenschap van de Gauliga Südhannover-Braunschweig. Eintracht Braunschweig werd kampioen en plaatste zich zo voor de eindronde om de Duitse landstitel, waarin de club in de eerste ronde van SpVgg 05 Wilhelmshaven verloor.

## Eindstand
| Plaats | Club                           | Wed. | W  | G | V  | Saldo  | Ptn.  |
| ------ | ------------------------------ | ---- | -- | - | -- | ------ | ----- |
| 1.     | SV Eintracht Braunschweig      | 18   | 16 | 1 | 1  | 100:17 | 33:3  |
| 2.     | VfB 04 Braunschweig            | 16   | 13 | 0 | 3  | 72:44  | 26:6  |
| 3.     | SV Arminia Hannover            | 18   | 10 | 0 | 8  | 61:30  | 20:16 |
| 4.     | KSG RSV 06/SpVgg 07 Hildesheim | 17   | 9  | 1 | 7  | 52:42  | 19:15 |
| 5.     | Hannoverscher SV 96            | 18   | 6  | 3 | 9  | 34:50  | 15:21 |
| 6.     | Reichsbahn/Eintracht Hannover  | 18   | 6  | 2 | 10 | 43:55  | 14:22 |
| 7.     | SpVgg 1897 Hannover            | 18   | 6  | 2 | 10 | 51:78  | 14:22 |
| 8.     | SpVgg Göttingen 07             | 18   | 6  | 1 | 11 | 40:45  | 13:23 |
| 9.     | LSV Wolfenbüttel               | 17   | 5  | 2 | 10 | 37:76  | 12:22 |
| 10.    | SV Linden 07                   | 18   | 5  | 0 | 13 | 32:86  | 10:26 |

|  | Kampioen |